# 今川站 (新潟縣)
今川站（日语：／ Imagawa eki */?）是位於新潟縣村上市今川，東日本旅客鐵道（JR東日本）的羽越本線車站。

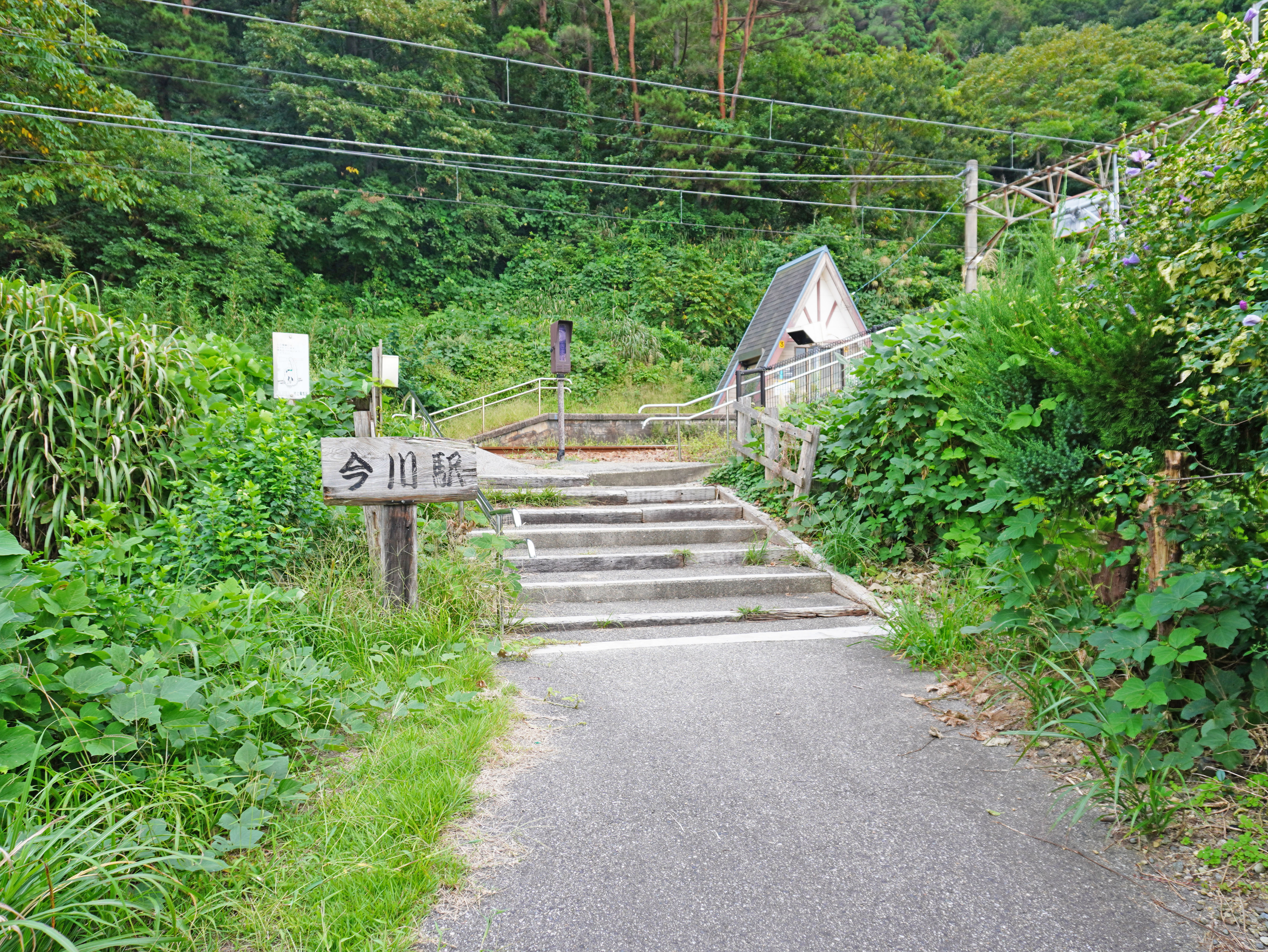
車站入口（2022年9月）

## 歷史
- 1944年（昭和19年）7月1日：今川信號站啟用。隨後設立特例，成為臨時乘降場及臨時車站。當中，此站沒有設定營業距離，在車費計算上會當作於下一站落車的距離。
- 1987年（昭和62年）4月1日：伴隨國鐵分割民營化，車站由東日本旅客鐵道（JR東日本）營運。同時此站升級為旅客車站，名為今川站。

## 車站構造

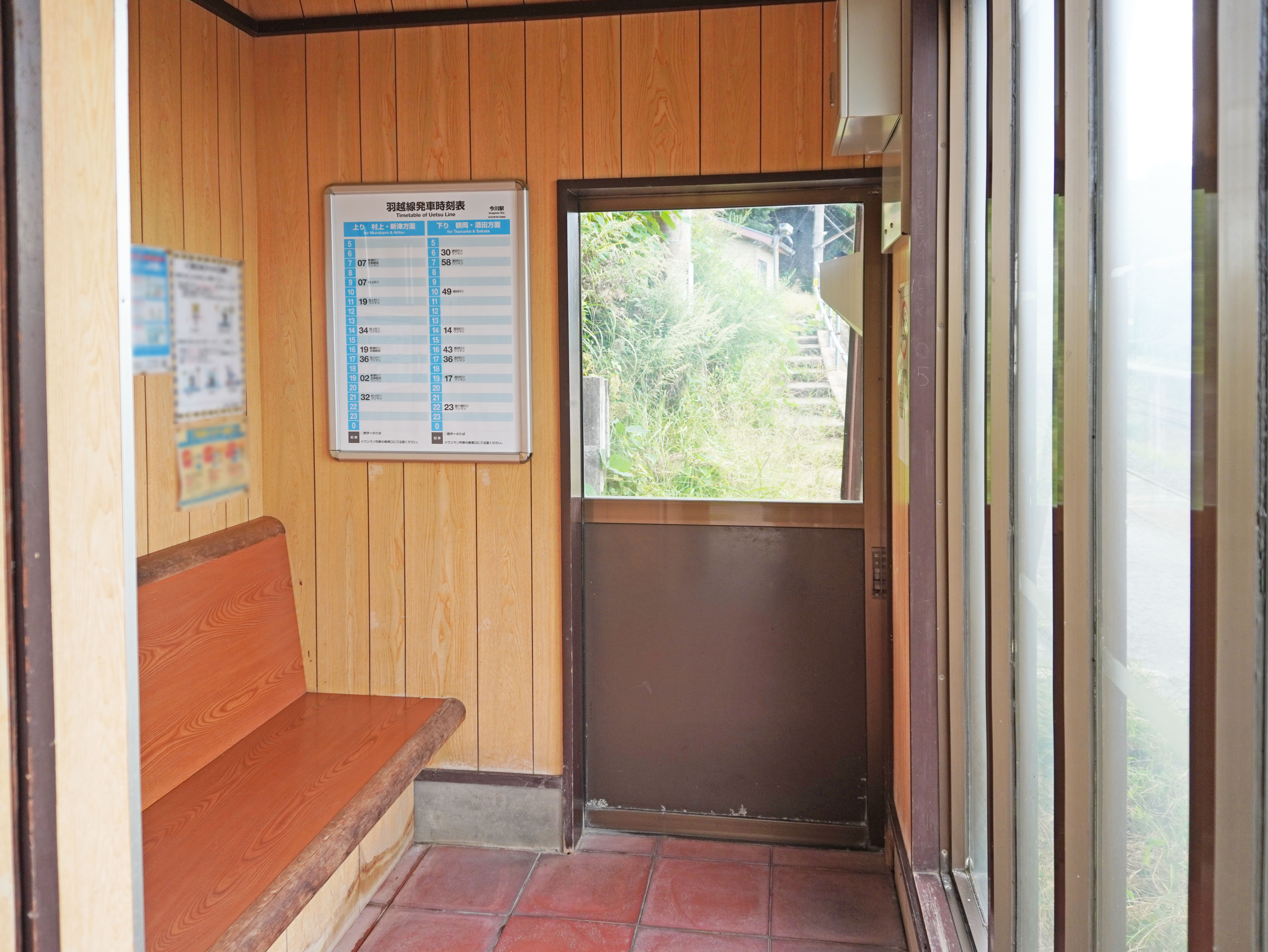
1號月台候車室內（2022年9月）

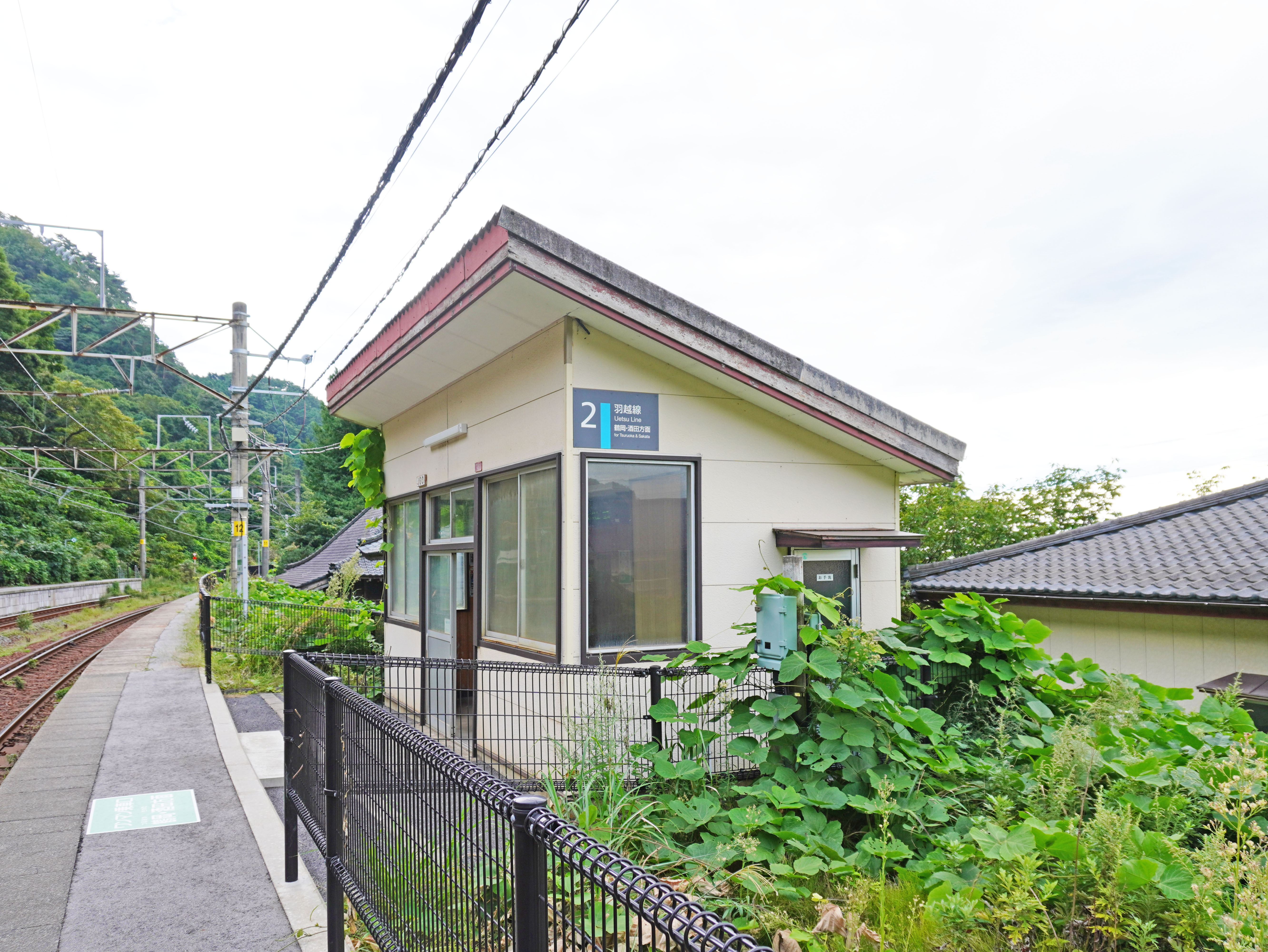
2號月台候車室（2022年9月）

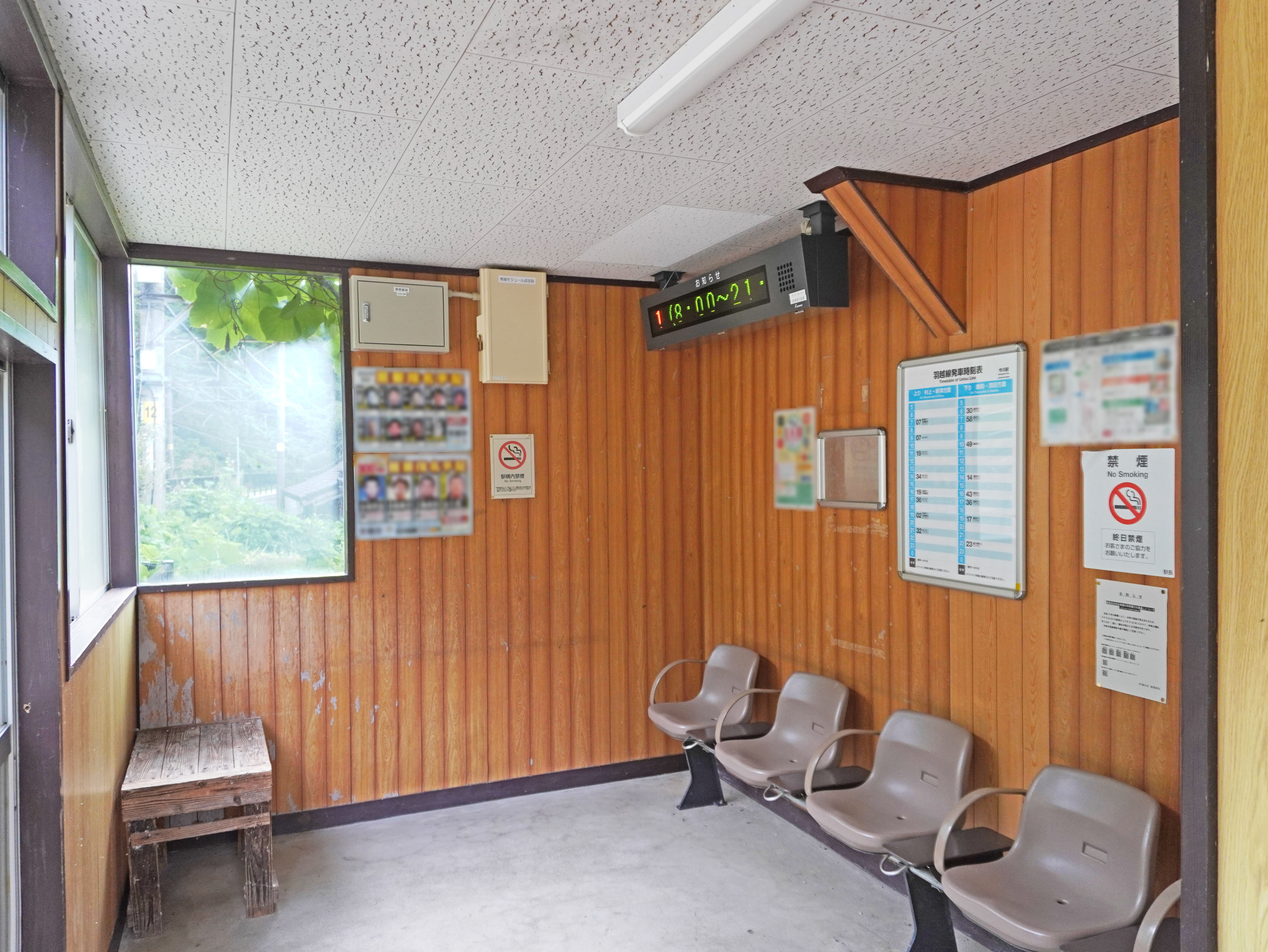
2號月台候車室内（2022年9月）

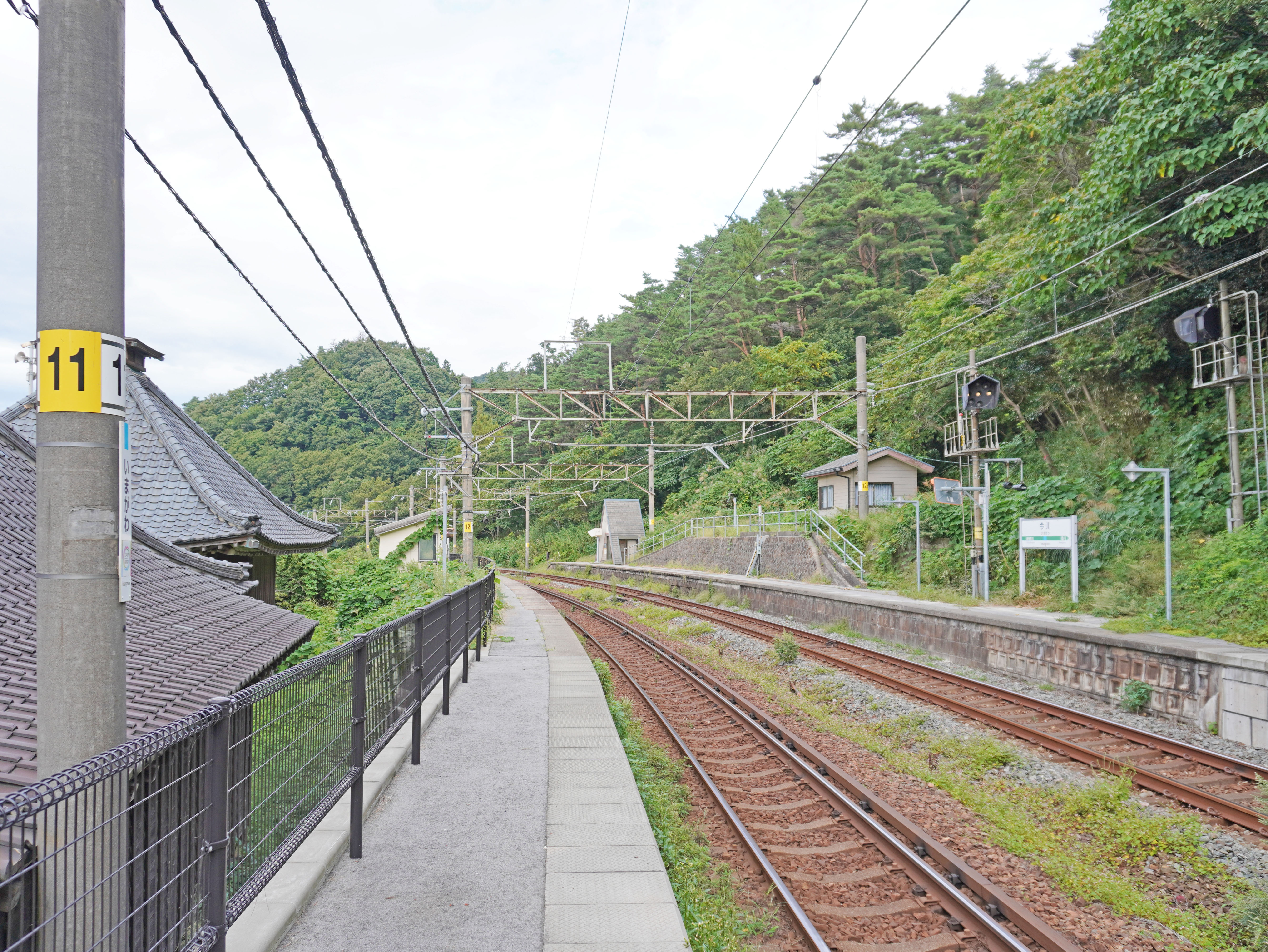
月台（2022年9月）

車站是一座地面車站，設有2面2線的相對式月台。月台之間近越後寒川一方設有站內平交道連接（沒有警報機和遮斷機）。此站是由村上站管理的無人車站。此站沒有車站大樓，兩個月台上均設有候車室。

### 月台

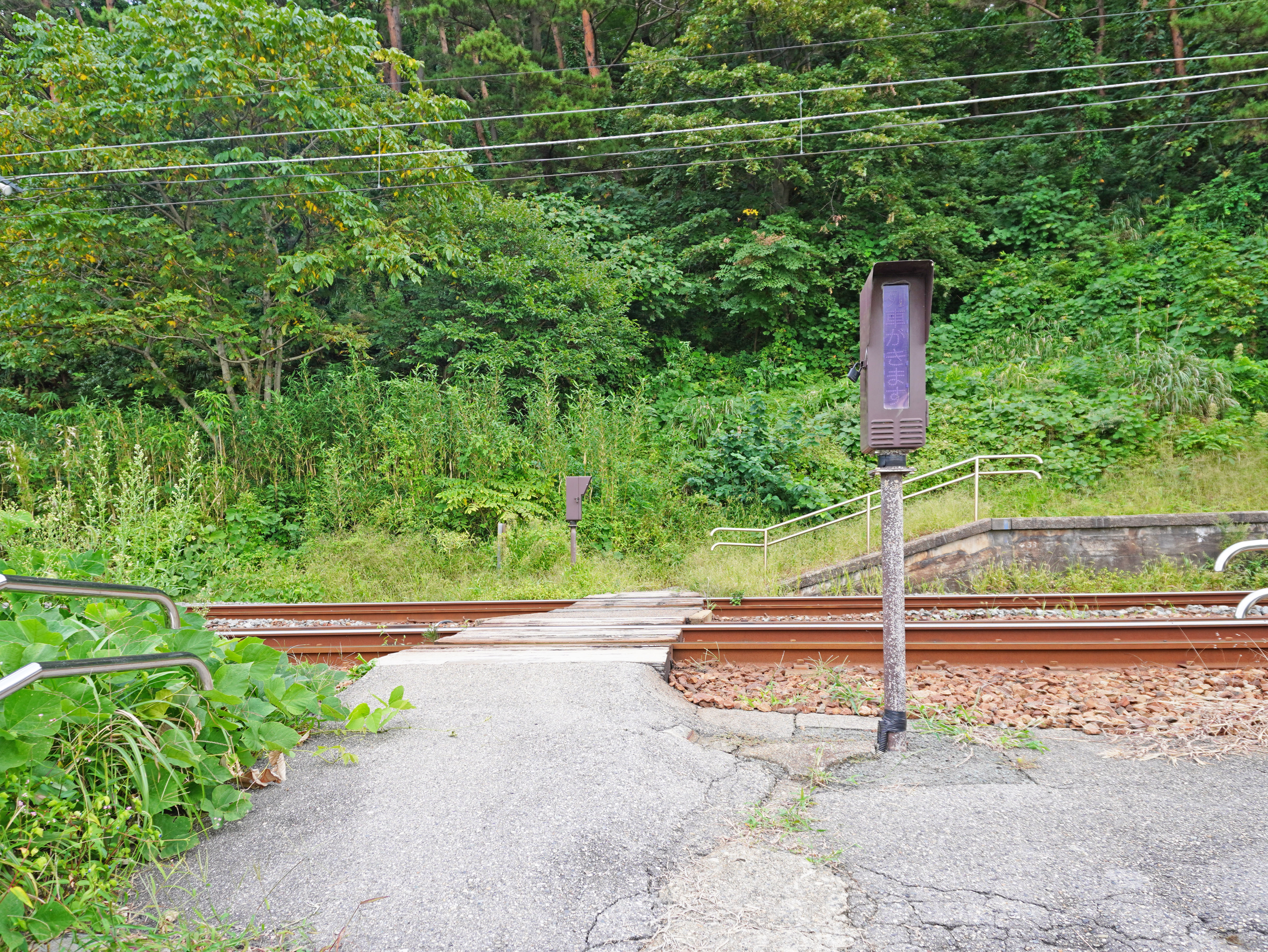
平交道（2022年9月）

| 月台 | 路線      | 上下行 | 方向           |
| ---- | --------- | ------ | -------------- |
| 1    | ■羽越本線 | 上行   | 村上、新津方向 |
| 2    | ■羽越本線 | 下行   | 鶴岡、酒田方向 |

參考

## 車站周邊
車站周邊為今川地區，該處設有一條古老村落。於站前豎立了「山北町・民宿發祥之地」碑，曾經該處設有許多民宿。在昭和39年7月，3間民宿第1號於夏季開始營業。最鼎盛時期為昭和60年代，在該處設有近20個民宿在村落中。但是截至現時(平成25年)，營業中的民宿只剩下1間。
- 國道345號（日语：国道345号）
- 今川海灘

## 相鄰車站
東日本旅客鐵道
■羽越本線
桑川－今川－越後寒川

## 注腳
1. ↑  JR東日本:駅構内図 （页面存档备份，存于）（日語）

## 外部連結
- 車站資訊（今川）：東日本旅客鐵道（日語）